# Kasiruta
Kasiruta è un'isola indonesiana situata nella parte sud-occidentale delle Molucche.

## Geografia
L'isola, dal territorio collinare e ricoperto da lussureggianti foreste, ha una superficie di circa 400 km². Sorge a pochi chilometri dalla costa nord-occidentale di Bacan, la principale delle isole Bacan. Raggiunge l'altitudine massima di 795,2 m.

## Fauna
Tra le varie specie presenti a Kasiruta figura la colomba codalunga di Reinwardt.